# Jean III de Choiseul
Jean III de Choiseul, né vers 1325 et mort après 1358, est seigneur de Choiseul, en Champagne, de concert avec son frère puîné Henri de Choiseul jusqu'en 1350. Il est le fils de Gautier de Choiseul, seigneur de Choiseul, et d'Alix de Nanteuil.

## Biographie
Né vers 1325, Jean III de Choiseul est le fils aîné de Gautier de Choiseul, seigneur de Choiseul, et d'Alix de Nanteuil.
À la mort de son père en 1342, il devient seigneur de Choiseul en commun avec son frère puîné Henri de Choiseul. Toutefois, ce dernier décède vers 1350 et Jean continue de diriger seul la seigneurie familiale.
En 1356, il semble régler de manière définitive la querelle familiale avec l'abbaye de Morimond concernant le don de son aïeul Renard II d'une part des revenus des foires de Choiseul.
Il décède sans union ni postérité après 1358 et avant 1361. Il est alors remplacé par son plus jeune frère Gui de Choiseul.
La mort prématurée de Jean III de Choiseul peut être due aux batailles causées par la Guerre de Cent Ans.

## Mariage et enfants
Jean III de Choiseul n'a pas d'union ni de descendance connue.